# High Tide
High Tide (в пер. с англ. — полная вода, прилив) — фолк/психоделик/прогрессив-рок-группа из Великобритании. Группа не достигла серьёзного коммерческого успеха, но значительно повлияла на развитие прогрессивных течений рок-музыки и метала, являясь одним из пионеров английского фолк и прогрессив рока. Иногда песни с их двух основных альбомов («Sea Shanties» и «High Tide») упоминают как первые примеры хэви-метала из-за характерного для этого стиля «тяжёлого» звучания (например, композиции «Futilist’s Lament», «Nowhere» и др).

## История группы
Группа была основана как квартет в 1969 году Тони Хиллом (гитара, клавишные, вокал), Саймоном Хаусом (скрипка, клавишные), Питером Пэйвли (бас-гитара) и Роджером Хэйденом (ударные). «Фирменной» особенностью первого альбома «Sea Shanties» 1969 года была музыкальное противостояние электрогитары Хилла и электроскрипки Хауса. В музыке этого альбома практически нет тихих мест, наиболее «тяжёлыми» композициями на них были «Futilist’s Lament» и «Death Warmed Up». Стилистически альбом представляет собой смесь хард-рока, психоделического рока, блюза, фолка и джаз-рока. Второй альбом («High Tide» 1970 года) немного менее «тяжёлый» и на нём можно услышать больше клавишных Хилла и Хауса. Оттенки фолка и джаз-рока здесь более заметны.
После выпуска второго альбома из группы по причине болезни ушёл барабанщик, и группа не издавала новых альбомов на протяжении 18 лет. Тем не менее, группа формально не распадалась и время от времени записывала новые песни. Основной работой над музыкой группы в этот период занимался Тони Хилл, а Хаус, Пэйвли, Томлин и Тикер участвовали лишь временами.
В 1989 году Хилл и Хаус реформировали группу как состоящую из двух музыкантов и стали использовать драм-машину в музыке. Первым результатом их работы стало издание в 1989 году альбома «Precious Cargo» записанного ещё в 1970. Это был альбом с уклоном в психоделию без оттенков хард-рока. Непосредственным результатом их творчества стал альбом «Interesting Times» выпущенный в 1989 году. Два альбома 1990 года («The Flood» и «A Fierce Nature») представляли собой сборники неизданных с 1970-х годов материалов группы. В 1990 году был выпущен альбом «Ancient Gates». Это был результат работы Тони Хилла, вернувшегося в группу Питера Пэйвли (Саймон Хаус покинул группу), а также приглашённых музыкантов Дэйва Томлина, Дрэйкена Тикера и Суши Кришнамурси. Он содержал индийские оттенки в музыке. В 1992 году был выпущен ещё один альбом ранее неиздававшихся песен — «A Reason Of Success». В 2000 году увидел свет «Open Season» альбом состоящий из старых композиций группы. Изданный на лейбле Black Widow, он единственный из альбомов выпущенных после 1970 года давал представление о времени записи входящих в него песен.

## Члены группы
- Роджер Хэйден (англ. Roger Hadden) — барабанщик
- Тони Хилл (англ. Tony Hill) — гитарист, вокалист
- Саймон Хаус (англ. Simon House) — скрипач, пианист
- Питер Пэйвли (англ. Peter Pavli) — бас-гитарист

Сессионные музыканты:
- Дрэйкен Тикер (англ. Drachen Theaker) — барабанщик
- Дэйв Томлин (англ. Dave Tomlin) — скрипач
- Суши Кришнамурси (англ. Sushi Krishnamurthi) — вокалист
- Андроид Фаннэл (англ. Android Funnel) — бас-гитарист

## Дискография
- Sea Shanties (LP; Liberty LBS; 1969; Хэйден, Хилл, Хаус, Пэйвли)
- High Tide (LP; Liberty LBS; 1970; Хэйден, Хилл, Хаус, Пэйвли)
- Precious Cargo [Live Jam 1970] (LP, концертный; Cobra CR; 1989; Хэйден, Хилл, Хаус, Пэйвли)
- Interesting Times (LP; 1989; Хилл, Хаус)
- The Flood (LP; SPM/World Wide; 1990; Хэйден, Хилл, Хаус, Пэйвли)
- A Fierce Nature (LP; SPM/World Wide; 1990; Хилл, Тикер)
- Ancient Gates (LP; SPM/World Wide; 1990; Хилл, Пэйвли, Томлин, Кришнамурси, Тикер)
- A Reason Of Success (LP; SPM/World Wide; 1992; Хилл, Хаус, Фаннэл, Пэйвли, Томлин, Кришнамурси, Тикер)
- Open Season (2 LP, компиляция; Black Widow; 2000; Хилл, Хэйден, Хаус, Пэйвли, Томлин, Фаннэл, Тикер)